# Skeppsbron 18

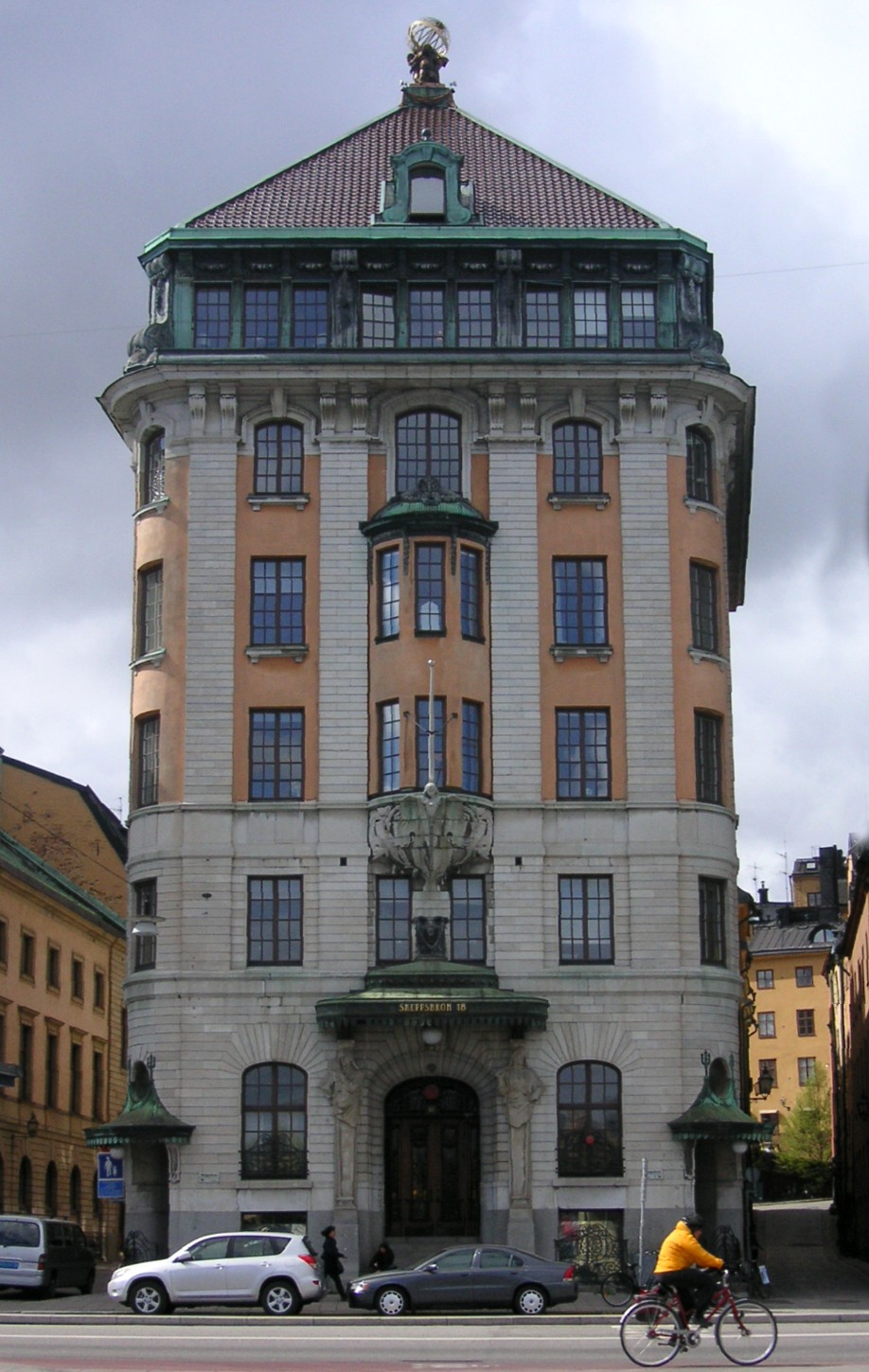
Skeppsbron 18 i maj 2009

Skeppsbron 18 är en byggnad i kvarteret Diana vid Skeppsbron 18 i Stockholm. 
Byggnaden skapades åren 1909-1910 av arkitektfirman Hagström & Ekman för grosshandlaren K Lundström. Huvudbyggmästare var Per Sundahl med assistans av byggmästare August Nilsson. Den höga byggnaden ersatte ett välbevarat 1700-talspalats, som hade byggts 1744 för konsul Johan Clason och såldes av dennes son till Christian Hebbe d.y. på 1760-talet. Byggnaden kallades då "Clason-Hebbeska huset".

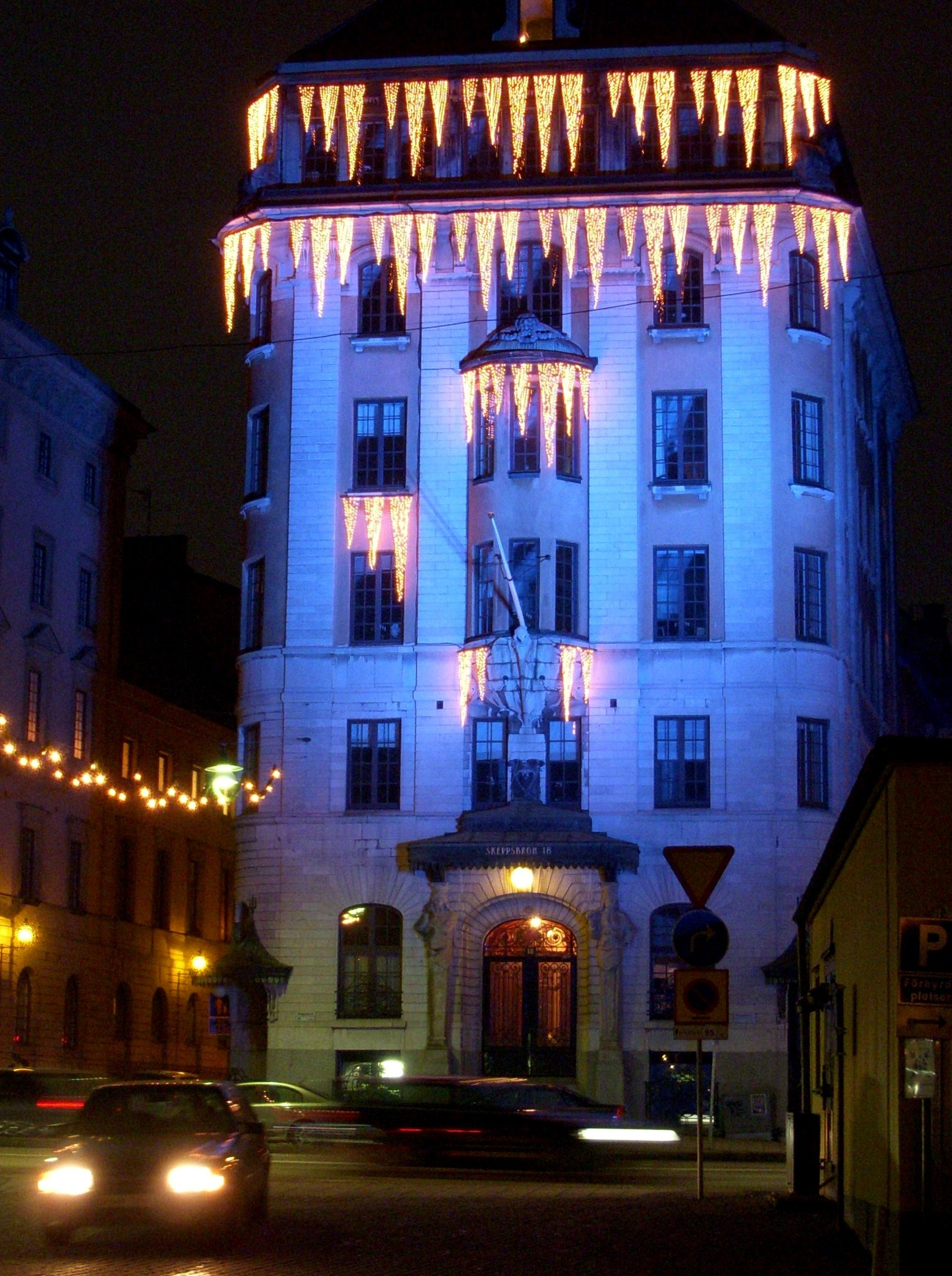
Skeppsbron 18 i juletid

Gestaltningen är i nybarock med avrundade hörn och ett tvåvåningsburspråk som bärs upp av en fartygsstäv, skulpterad i sandsten. Taket är täckt med glaserat taktegel och utförd som ett så kallat  pyramidtak, på toppen finns en glob. Fasaden är formgiven i finhuggen sandsten, vars höga pilastrar förstärker byggnadens höjdverkan. Hagström & Ekmans arkitektur påminner om en annan byggnad som ligger på Strandvägen 7 i Stockholm och som tillkom ungefär samtidigt. Byggnaden på Strandvägen har samma arkitekter och var Kinneviks kontor innan de flyttade till Skeppsbron. 
Bankaktiebolaget Stockholm-Öfre Norrland skaffade sig ett avdelningskontor på Skeppsbron 18. Genom en fusion övertogs huset därefter av Stockholms Handelsbank (senare Svenska Handelsbanken) som disponerade husets bankhall fram till 1970-talet.
Numera har Kinnevik AB sina lokaler i byggnaden. Företaget placerar sedan 1996 varje år Stockholms största julgran utanför sitt kontor på Skeppsbrokajen. Det påstås att den till och med är världens största julgran. 